# Jeddore Lake
Jeddore Lake är en reservoar i Kanada.   Den ligger i provinsen Newfoundland och Labrador, i den östra delen av landet, 1 500 km öster om huvudstaden Ottawa. Jeddore Lake ligger 179 meter över havet. Arean är 177 kvadratkilometer. Den sträcker sig 30,6 kilometer i nord-sydlig riktning, och 20,0 kilometer i öst-västlig riktning.
Trakten runt Jeddore Lake är nära nog obefolkad, med mindre än två invånare per kvadratkilometer.